# Ludolf von Maltzan

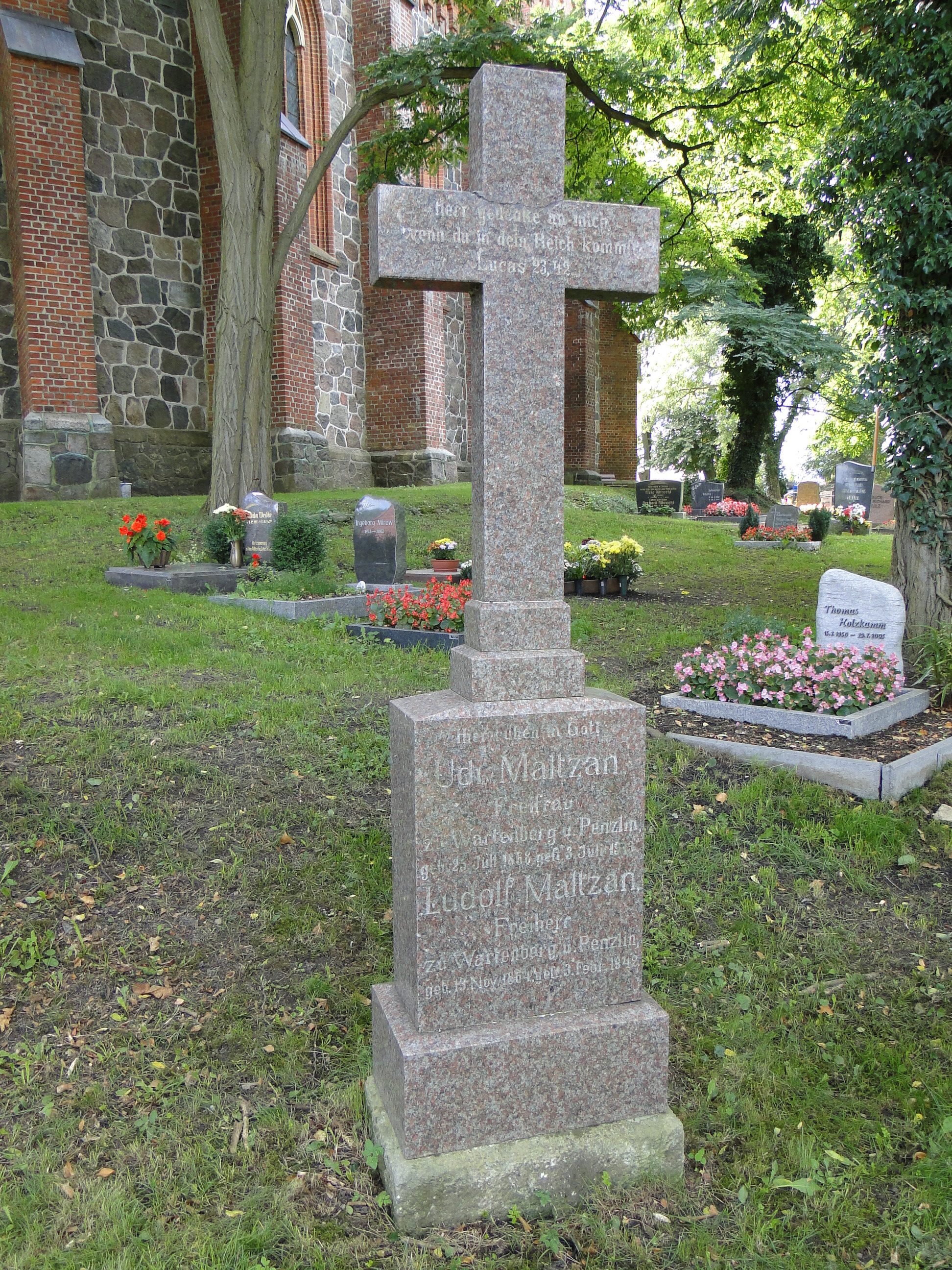
Grabkreuz für Ludolf von Maltzan und seine erste Frau Udi auf dem Kirchhof von Peckatel

Ludolf von Maltzan, Freiherr zu Wartenberg und Penzlin (* 13. November 1864 in Peckatel; † 3. Februar 1942 in Neustrelitz; vollständiger Name: Ludolf Bernhard Joachim von Maltzan) war Gutsbesitzer in Mecklenburg und Mitglied des Deutschen Reichstags.

## Leben
Ludolf von Maltzan (Nr. 786 der Geschlechtszählung) entstammte dem Zweig Rothenmoor seiner Familie. Er wurde als jüngster Sohn des Gutsbesitzers Friedrich (Carl Ernst Helmuth) von Maltzan (1822–1871; Nr. 734) und dessen Frau Auguste, geb. von Oertzen (1832–1864) geboren. Maltzan besuchte die Domschule Güstrow, das Katharineum zu Lübeck, das Friderico-Francisceum und das Johann-Heinrich-Voß-Gymnasium. Nach dem Abitur studierte er an der Ruprecht-Karls-Universität Heidelberg. Dort wurde er 1886 im Corps Saxo-Borussia Heidelberg aktiv. Er übernahm am 1. Oktober 1888 den väterlichen Besitz in Peckatel und bekleidete im altmecklenburgischen Ständestaat das ranghohe Amt des Erblandmarschalls von Wenden, welches traditionell über Jahrhunderte in seiner Familie vererbt wurde. Als Einjährig-Freiwilliger diente er 1887/88 beim 2. Garde-Ulanen-Regiment in Berlin, dem er bis 1894 als Reserveoffizier angehörte. Seine Besitzung in Peckatel umfasste 1093 ha.
Maltzan war er Erster Vorsitzender des Zentralverbandes mecklenburgischer Obstbauvereine, betrieb eine Kartoffelflockenfabrik, ein Dampfsägewerk und eine Ziegelei bei Brustorf. Das Sägewerk und die Kartoffelflockenfabrik brannten Weihnachten 1929 nieder. Deshalb musste er Peckatel 1934 verkaufen, kaufte es jedoch später wieder und wohnte dort bis zu seinem Tode.
Von 1898 bis 1912 war er Mitglied des Reichstags für den Reichstagswahlkreis Großherzogtum Mecklenburg-Schwerin 4 (Waren, Malchin) und die Deutschkonservative Partei.

## Familie
Ludolf von Maltzan war zweimal verheiratet: 1890 heiratete er in erster Ehe Auguste  (Udi) Gräfin von Bernstorff (1868–1919) und nach deren Tod 1921 in zweiter Ehe Jutta von Wurmb (1895–1975), von der er jedoch 1935 wieder geschieden wurde. Aus beiden Ehen sind zusammen fünf Kinder bekannt. In der Geschlechtsgeschichte gilt Maltzan, der selbst zur 20. Generation seiner Familie zählt, als Stammvater des so genannten Hauses Peckatel.